# Comuna Bujanka, Ivanîci
Bujanka (în ucraineană Бужанка) este o comună în raionul Ivanîci, regiunea Volînia, Ucraina, formată din satele Bortniv, Bujanka (reședința), Ivaniv, Șahtarske și Verhniv.

## Demografie
Componența lingvistică a satului Bujanka
     Ucraineană (98,74%)
     Alte limbi (0,98%)
Conform recensământului din 2001, majoritatea populației satului Bujanka era vorbitoare de ucraineană (98,74%), existând în minoritate și vorbitori de alte limbi.